# Tatjana Jurjewna Atschirgina
Tatjana Jurjewna Atschirgina (russisch Татьяна Юрьевна Ачиргина; * 16. Dezember 1944 in Markowo, Tschukotka, Russland) ist eine russisch-eskimoische Journalistin und Lyrikerin. Nach dem Zusammenbruch der Sowjetunion setzte sie sich in verschiedenen Organisationen für die Rechte der indigenen Bevölkerung Russlands und für enge Beziehungen zu den Eskimos Grönlands, Kanadas und der Vereinigten Staaten ein.

## Leben
Atschirgina wurde 1944 im Dorf Markowo in Tschukotka geboren. Ihr Vater, der aus dem Eskimodorf Kiwak stammende Juri Atschirgin, studierte in den 1930er Jahren am Institut der Völker des Nordens der Staatlichen Pädagogischen Alexander-Herzen-Universität in Leningrad. Dort lernte er seine spätere Frau, Sinaida Mitrofanowna Bodarewa, kennen, die einer tschuwanischen Familie entstammte und später als Lehrerin tätig war. Die Familie lebte am Ende der 1940er Jahre in Lawrentija, wo Atschirgin bei der Bezirksstaatsanwaltschaft arbeitete. Nach seinem frühen Tod im Herbst 1948 zog die Familie nach Anadyr.
Tatjana Atschirgina schloss die Schule in Anadyr 1961 ab und studierte anschließend Journalismus an der Staatlichen Gorki-Universität des Uralgebiets in Swerdlowsk. Sie kehrte nach Tschukotka zurück und wurde Korrespondentin bei einem lokalen Radiosender. 1967 gehörte sie zu den Mitbegründern des Fernsehstudios in Anadyr.
Ihre ersten Gedichte schrieb Atschirgina bereits auf der Universität, aber erst in den 1970er Jahren wurden einzelne in Lokalzeitungen und Anthologien veröffentlicht. Ihre 1978 vom Dichter Andrei Dementjew (1928–2018) in der Smena vorgestellte Liebeslyrik wurde mit dem Sonderpreis der Zeitschrift ausgezeichnet. 1982 erschien ihr Gedichtband Белоночье (Weiße Nächte).
Seit dem Ende der 1980er Jahre engagiert sich Atschirgina politisch für die Bewahrung der kulturellen Traditionen der sibirischen Eskimos. Sie setzt sich darüber hinaus für die Vertiefung der Beziehungen zwischen den sibirischen Yupik und den Inupiat Alaskas ein. 1989 nahm sie am Gründungskongress der Assoziation der indigenen kleinen Völker des Nordens, Sibiriens und des Fernen Ostens teil. Im selben Jahr gehörte sie zur Delegation sibirischer Eskimos, die als Beobachter am Treffen des Inuit Circumpolar Council (ICC) in Sisimiut teilnahmen. Nachdem die von Ljudmila Ainana gegründete Eskimo-Gesellschaft „Yupik“ 1992 dem ICC beigetragen war, wurde Atschirgina mehrmals zur Präsidentin des ICC Tschukotka gewählt. Von 2009 bis 2018 war sie auch Vizepräsidentin des Internationalen ICC. 2018 wurde ihr der Bill Edmunds Award des ICC verliehen.
Tatjana Atschirginas Sohn Aleksei Wachruschew (* 1969) ist Dokumentarfilmregisseur. Sie produzierte 1993 seinen ersten Film «Время Таяния Снов» (deutsch etwa: Zeit der schmelzenden Träume) über das Schicksal der 1958/1959 nach Nowoje Tschaplino umgesiedelten Eskimos, der mehrere Preise erhielt.

## Werke
- Белоночье : стихи. Магаданское книжное издательство, Магадан 1982.
- Paianitok! In: Études/Inuit/Studies. Band 16, Nr. 1/2, 1992, S. 47–50.